# Orsingen-Nenzingen
Orsingen-Nenzingen – gmina w Niemczech, w kraju związkowym Badenia-Wirtembergia, w rejencji Fryburg, w regionie Hochrhein-Bodensee, w powiecie Konstancja, wchodzi w skład wspólnoty administracyjnej Stockach. Leży na zachód od Stockach.
Przez obszar gminy przebiega autostrada A98, droga krajowa B31 oraz linia kolejowa.